# Ashley Westwood
Ashley Roy Westwood (Nantwich, 1 de abril de 1990) é um futebolista profissional inglês que atua como volante. Atualmente, joga no Charlotte, dos Estados Unidos.

## Carreira
Westwood começou a carreira no Crewe Alexandra. No ano em que se tornou profissional, ele foi emprestado ao Nantwich Town. Em 2012, Westwood assinou um contrato de quatro anos com o  Aston Villa. Em 31 de janeiro de 2017, ele assinou um contrato de três anos e meio com o Burnley.